# Hội nhập kinh tế

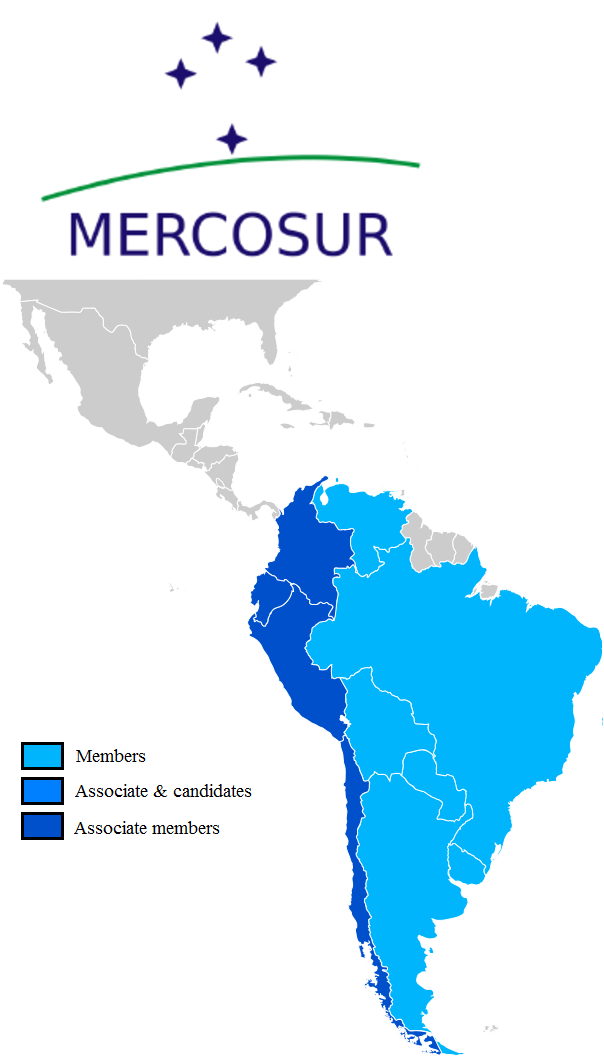
Hội nhập kinh tế: Mercosur

Hội nhập kinh tế, theo quan niệm đơn giản nhất và phổ biến trên thế giới, là việc các nền kinh tế gắn kết lại với nhau. Theo cách hiểu này, hội nhập kinh tế đã diễn ra từ hàng ngàn năm nay và hội nhập kinh tế với quy mô toàn cầu đã diễn ra từ cách đây hai nghìn năm khi Đế quốc La Mã xâm chiếm thế giới và mở mang mạng lưới giao thông, thúc đẩy lưu thông hàng hóa trong toàn bộ lãnh địa chiếm đóng rộng lớn của họ và áp đặt đồng tiền của họ cho toàn bộ các nơi.
Hội nhập kinh tế, hiểu theo một cách chặt chẽ hơn, là việc gắn kết mang tính thể chế giữa các nền kinh tế lại với nhau. Khái niệm này được Béla Balassa đề xuất từ thập niên 1960 và được chấp nhận chủ yếu trong giới học thuật và lập chính sách. Nói rõ hơn, hội nhập kinh tế là quá trình chủ động thực hiện đồng thời hai việc: một mặt, gắn nền kinh tế và thị trường từng nước với thị trường khu vực và thế giới thông qua các nỗ lực thực hiện mở cửa và thúc đẩy tự do hóa nền kinh tế quốc dân; và mặt khác, gia nhập và góp phần xây dựng các thể chế kinh tế khu vực và toàn cầu.
Trong các giáo trình nhập môn về kinh tế học quốc tê, hội nhập kinh tế thường được cho là có sáu cấp độ: khu vực/hiệp định thương mại ưu đãi, khu vực/hiệp định thương mại tự do, liên minh thuế quan, thị trường chung, liên minh kinh tế tiền tệ, và hội nhập toàn diện. Tuy nhiên trong thực tế, các cấp độ hội nhập có thể nhiều hơn và đa dạng hơn.
Hội nhập kinh tế có thể là song phương - tức là giữa hai nền kinh tế, hoặc khu vực - tức là giữa một nhóm nền kinh tế, hoặc đa phương - tức là có quy mô toàn thế giới giống như những gì mà Tổ chức Thương mại Thế giới đang hướng tới.

## Thỏa thuận thương mại ưu đãi
Đây là cấp độ thấp nhất của liên kết kinh tế, theo đó các quốc thủ tướng tham gia hiệp định dành các ưu đãi về thuế quan và phi thuế quan cho hàng hóa của nhau, tạo thành các khu vực thương mại ưu đãi vùng (Preferential Trade Area). Trong các thỏa thuận này, thuế quan và hàng rào phi thuế quan có thể vẫn còn, nhưng thấp hơn so với khi áp dụng cho quốc gia không tham gia hiệp định. Một ví dụ về thỏa thuận thương mại ưu đãi là Hiệp định về Thỏa thuận Thương mại Ưu đãi ASEAN được ký kết tại Manila năm 1977 và được sửa đổi năm 1995; hay Khu vực Thương mại Ưu đãi Đông và Nam Phi tồn tại từ năm 1981 đến năm 1994; hay như các hiệp định dành ưu đãi thương mại (hay tối huệ quốc) mà một số nước phát triển có thể dành cho các nước đang phát triển.

## Hiệp định thương mại tự do
Là hiệp định theo đó các nước ký kết cam kết bãi bỏ thuế quan và hàng rào phi thuế quan cho tất cả hoặc gần như tất cả hàng hóa của nhau. Có thể có những dòng thuế sẽ được bãi bỏ chậm hơn; và người ta thường đưa các dòng thuế này vào "danh sách nhạy cảm". Chỉ một số ít dòng thuế sẽ không được bãi bỏ và được liệt kê trong "danh sách loại trừ". Quy tắc xuất xứ là một phần quan trọng của các hiệp định thương mại tự do nhằm đảm bảo chỉ những hàng hóa được sản xuất toàn bộ hoặc tối thiểu ở một tỷ lệ nhất định tại các nước thành viên hiệp định mới được buôn bán tự do nhằm tránh tình trạng nước không tham gia hiệp định sử dụng cách tái xuất hoặc chỉ lắp ráp tại một nước tham gia hiệp định mà có thể xuất khẩu sang nước còn lại của hiệp định không phải chịu thuế.
Một hiệp định thương mại tự do nổi tiếng được thành lập từ năm 1960, đó là Hiệp hội Thương mại Tự do châu Âu. Sau những bế tác của đàm phán tự do hóa thương mại đa phương trong khuôn khổ GATT, các hiệp định thương mại tự do song phương (giữa hai nước) và khu vực xuất hiện ngày càng nhiều từ giữa thập niên 1990. Và trong số những quốc gia hăng hái nhất trong việc ký kết các hiệp định thương mại tự do song phương phải kể đến Mexico, Singapore. Những khu vực thương mại tự do nổi tiếng mới thành lập từ thập niên 1990 điển hình là Hiệp định Thương mại Tự do Bắc Mỹ (thành lập năm 1994), Khu vực Mậu dịch Tự do ASEAN (hiệp định được ký kết vào năm 1992). Ngoài ra, còn có những hiệp định thương mại tự do giữa một nước với cả một khối, như Hiệp định Khung về Hợp tác Kinh tế ASEAN-Trung Quốc (ký kết vào năm 2002).
Do xóa bỏ gần như hoàn toàn thuế quan và hàng rào phi thuế quan, nên việc đàm phán để thành lập một hiệp định thương mại tự do rất mất thời gian và qua nhiều vòng thương thảo. Những nước hăng hái với tự do hóa thương mại có thể thỏa thuận tiến hành chương trình giảm thuế quan sớm (còn gọi là chương trình thu hoạch sớm) đối với một số dòng thuế trước khi đàm phán kết thúc và hiệp định được thành lập.
Xem thêm: ASEAN+1.

## Hiệp định đối tác kinh tế
Hiệp định đối tác kinh tế là cấp độ hội nhập kinh tế sâu hơn hiệp định thương mại tự do, theo nghĩa là ngoài việc tự do hóa thương mại hàng hóa thông qua bãi bỏ thuế quan và hàng rào phi thuế quan lại còn bao gồm cả tự do hóa dịch vụ, bảo hộ đầu tư, thúc đẩy thương mại điện tử giữa các nước ký kết hiệp định.
Nhật Bản là quốc gia có xu hướng thích các hiệp định đối tác kinh tế vì nó cho phép quốc gia này thâm nhập toàn diện vào các thị trường của nước đối tác. Hiện Nhật Bản đã ký kết 8 hiệp định đối tác kinh tế song phương và một hiệp định đối với ASEAN, đang đàm phán để đi tới ký kết 5 hiệp định khác (Hàn Quốc, Ấn Độ, Việt Nam, Úc, Thụy Sĩ), có 15 quốc gia, lãnh thổ và khu vực đang có nguyện vọng đàm phán và ký kết hiệp định đối tác kinh tế với Nhật Bản.
Xem thêm: Hiệp định Đối tác Kinh tế Toàn diện ASEAN - Nhật Bản (AJCEP).

## Thị trường chung
Thị trường chung có đầy đủ các yếu tố của hiệp định đối tác kinh tế và liên minh thuế quan, cộng thêm các yếu tố như tự do di chuyển các yếu tố sản xuất (vốn, lao động) giữa các nước thành viên. Một thị trường chung như vậy đã từng được thành lập ở châu Âu vào năm 1957 theo Hiệp ước Rome và mất một thời gian dài mời hoàn thành mục tiêu. Khối ASEAN cũng đã thỏa thuận sẽ thực hiện được mục tiêu một thị trường chung và một cơ sở sản xuất thống nhất trong toàn khối vào năm 2020 trong khuôn khổ Cộng đồng Kinh tế ASEAN.
Xem thêm: Cộng đồng Kinh tế ASEAN.

## Liên minh thuế quan
Đây có thể hiểu là một khu vực thương mại tự do giữa các nước thành viên cộng với thuế quan thống nhất của các nước thành viên đối với hàng hóa từ ngoài khu vực. Việc thành lập liên minh thuế quan cho phép tránh được những phức tạp liên quan đến quy tắc xuất xứ, nhưng lại làm nảy sinh những khó khăn trong phối hợp chính sách giữa các nước thành viên.
Xem thêm: Liên minh Thuế quan Liên minh châu Âu.

## Liên minh kinh tế và tiền tệ
Hội nhập kinh tế đến cấp độ này tạo ra một thị trường chung giữa các nền kinh tế (không còn hàng rào kinh tế nào nữa) với một đơn vị tiền tệ chung. Ví dụ rõ nhất về cấp độ liên minh này là Khu vực đồng Euro. Các khu vực được thành lập với mục tiêu trở thành liên minh kinh tế tiền tệ nhưng chưa hoàn thành được mục tiêu này gồm: Cộng đồng Kinh tế Tây Phi, Cộng đồng Caribe (tiền thân là Cộng đồng và Thị trường Chung Caribe). Trong các liên minh từng tồn tại nhưng nay không còn có Liên minh Bỉ-Luxembourg.
Trong lịch sử đã từng có những khu vực dùng một đơn vị tiền tệ chung, như Liên minh Tiền tệ Latinh hồi thế kỷ 19, nhưng họ chưa xây dựng được một thị trường chung nên không gọi đó là liên minh kinh tế và tiền tệ. Lại có một số nước chấp nhận đồng tiền của nước hay khu vực khác làm đơn vị tiền tệ chính thức của mình, nhưng giữa họ không có một thị trường chung, nên không gọi là liên minh kinh tế - tiền tệ.
Hiện nay, tuy Anh đã tham gia Liên minh châu Âu, nhưng vì Anh vẫn giữ đơn vị tiền tệ riêng là đồng Bảng Anh, nên Anh không tham gia liên minh kinh tế tiền tệ ở châu Âu.
Với một đơn vị tiền tệ chung, các nước thành viên sẽ phải từ bỏ quyền thực thi chính sách tiền tệ riêng của mình, mà thay vào đó là một chính sách tiền tệ chung của toàn khối do một ngân hàng trung ương chung của khối đó thực hiện, như trường hợp của Ngân hàng Trung ương châu Âu.
Khi mà ngay cả chính sách tài chính cũng được thực hiện chung, hội nhập kinh tế đạt đến độ hoàn toàn.
Xem thêm: Liên minh tiền tệ.